# Ойката
Ойката (исп. Oicatá) — небольшой город и муниципалитет в центральной части Колумбии, на территории департамента Бояка. Входит в состав Центральной провинции.

## История
Поселение, из которого позднее вырос город, было основано в 1539 году. Муниципалитет Ойката был выделен в отдельную административную единицу в 1776 году.

## Географическое положение

Муниципалитет Ойката

Город расположен на севере центральной части департамента, в гористой местности Восточной Кордильеры, к востоку от реки Чуло, на расстоянии приблизительно 3 километров к северо-востоку от города Тунха, административного центра департамента. Абсолютная высота — 2715 метров над уровнем моря.
Муниципалитет Ойката граничит на северо-востоке с территорией муниципалитета Тута, на востоке и юго-востоке — с муниципалитетом Чивата, на юго-западе — с муниципалитетом Тунха, на севере и северо-западе — с муниципалитетом Комбита. Площадь муниципалитета составляет 59 км².

## Население
По данным Национального административного департамента статистики Колумбии, совокупная численность населения города и муниципалитета в 2015 году составляла 2831 человек.
Динамика численности населения муниципалитета по годам:
| 2005 | 2006 | 2007 | 2008 | 2009 | 2010 | 2011 | 2012 | 2013 | 2014 | 2015 |
| ---- | ---- | ---- | ---- | ---- | ---- | ---- | ---- | ---- | ---- | ---- |
| 2822 | 2827 | 2830 | 2833 | 2829 | 2834 | 2832 | 2831 | 2834 | 2832 | 2834 |

Согласно данным переписи 2005 года мужчины составляли 50,7 % от населения Ойкаты, женщины — соответственно 49,3 %. В расовом отношении белые и метисы составляли 99,9 % от населения города; негры, мулаты и райсальцы — 0,1 %.
Уровень грамотности среди всего населения составлял 88,8 %.

## Экономика
Основу экономики Ойкаты составляет сельское хозяйство.

55,4 % от общего числа городских и муниципальных предприятий составляют предприятия торговой сферы, 23,1 % — промышленные предприятия, 15,4 % — предприятия сферы обслуживания, 6,1 % — предприятия иных отраслей экономики.